# Vic du Monte's Persona Non Grata
Vic du Monte's Persona Non Grata is een Amerikaans postpunkband die opgericht door ex-Kyuss-bandlid Chris Cockrell. De band maakt deel uit van de Palm Desert Scene.
Vic du Monte's Persona Non Grata heette eerst Vic du Monte's idiot prayer. Deze band stopte in 2005 te bestaan. Vic du Monte is de bijnaam van Chris Cockrell. Mario Lalli gaf hem deze bijnaam toen Cockrell in de band Solarfeast zat. De bandnaam is dus een combinatie van de bijnaam van Cockrell en Persona Non Grata.
De band is in april 2005 opgericht en bestaat uit bekende Palm Desert Scene-leden.

## Discografie

### Album
- 2005 - Vic du Monte's Persona Non Grata
- 2009 - Autoblond
- 2010 - Barons & Bankers

### Split-album
- 2009 - Split Connection Vol.1 met de band Re Dinamite

### Compilatiealbum
- 2006 - Ox-Compilation #63
- 2012 - Acid Sounds Vol.1